# Alexandre Sanguinetti
Pour les articles homonymes, voir Sanguinetti.
Alexandre Sanguinetti est un homme politique français, né le 27 mars 1913 au Caire (Égypte), et mort le 9 octobre 1980 à Saint-Mandé (Val-de-Marne).
Militant de l'Action française dans l'entre-deux-guerres, il s'engage en 1943 dans l’Armée d'Afrique. À la Libération, il devient pour quelques mois l'attaché de presse du ministre de l'Économie François de Menthon. Sanguinetti côtoie ensuite à nouveau l'extrême droite française dans les années 1950 au Centre de liaison pour l'unité française. Secrétaire général du Comité d'action des associations d'anciens combattants (CAANAC) à partir de 1956, il milite alors pour l'Algérie française.
Il fait partie des organisateurs du retour au pouvoir de Charles de Gaulle lors de la crise de mai 1958. Devenu collaborateur du secrétaire général de l'UNR Roger Frey, il est alors chargé de la lutte contre ses anciens amis, qui ont lancé l'OAS. Sanguinetti participe alors à la fondation du Service d'action civique (SAC), sorte de police parallèle du gaullisme. Élu en 1962 député à Paris, il siège à la commission de la Défense nationale, dont il devient le président en 1968.
Ministre des Anciens Combattants dans le troisième gouvernement Pompidou (1966-1967), il est ensuite nommé président de la Société du tunnel sous le Mont-Blanc puis devient secrétaire général de l'UDR en 1973-1974. Il quitte en 1978 le RPR et soutient Michel Debré en vue de l'élection présidentielle de 1981.

## Famille et jeunesse
Alexandre Sanguinetti, né le 27 mars 1913 au Caire, fils de Joseph Sanguinetti, fonctionnaire au ministère égyptien de l'Intérieur, et de Lucie Pietri, est le frère aîné d'Antoine Sanguinetti, futur vice-amiral d'escadre.
Il fait ses études au collège Stanislas à Paris, aux facultés de droit et de lettres du Caire, d'Angers et de Paris et obtient une licence ès lettres. Dans les années 1930, il milite aux Camelots du roi, organisation de jeunesse de l'Action française.

## Seconde Guerre mondiale
En 1941, Alexandre Sanguinetti est nommé administrateur des biens juifs en Tunisie. Il s'engage, au début de 1943, dans l'Armée d'Afrique, et participe en juin 1944, avec les commandos d'Afrique, à la prise de l'île d'Elbe, où il perd une jambe.

## IVeRépublique
De juin à novembre 1946, Alexandre Sanguinetti est attaché de presse de François de Menthon, ministre de l'Économie nationale dans le gouvernement provisoire présidé par Georges Bidault.
En 1952, il côtoie Jean-Louis Tixier-Vignancour et Jacques Isorni au « Centre de liaison pour l'unité française », qui vise à obtenir la réhabilitation de Pétain et l'amnistie des vichystes. Il se lance dans les affaires ; celles-ci tournent mal et il échappe de peu à la faillite.[réf. nécessaire]
Membre actif d'associations d'anciens combattants, il est élu en 1956 secrétaire général du Comité d'action des associations d'anciens combattants (CAANAC ou CANAC selon les sources). En juillet 1957, il se rend à Alger avec une importante délégation d'associations d'anciens combattants, parmi lesquels le général Touzet du Vigier, l'ancien résistant Maxime Blocq-Mascart, le colonel Bourgoin, Alexis Thomas, président de l'Union nationale des combattants (UNC) et Yves Gignac, secrétaire général de l'Association des combattants de l'Union française (ACUF). Ils sont reçus par le général Salan, commandant interarmes en Algérie, et prononcent, le 7 juillet 1957 en public à Alger, au monument aux morts, le serment solennel de « s'opposer par tous les moyens à toutes mesures qui menaceraient l'intégrité du territoire et l'unité française »,,. 
De retour à Paris, il reste en liaison avec le général Salan en particulier au moment de l'affaire de Sakiet[réf. nécessaire]. En 1957 et 1958, il utilise la puissance du CAANAC pour préparer par tous les moyens, y compris la violence et l'action illégale, le retour au pouvoir du général de Gaulle[réf. nécessaire].
Après la crise de mai 1958 et le retour au pouvoir du général de Gaulle, il se rend à Alger en juin 1958[réf. nécessaire], est reçu par le général Salan qui lui donne toutes facilités pour se rendre compte de la situation en Algérie. À son retour en métropole, il envoie une lettre d'allégeance au général Salan[réf. nécessaire].

## VeRépublique
En octobre 1958, Alexandre Sanguinetti devient l'un des collaborateurs de Roger Frey, secrétaire général du nouveau parti gaulliste, l'UNR. Celui-ci en fait, tout d'abord, son chef de cabinet au ministère de l'Information (cabinet Debré, 8 janvier 1959), son directeur de cabinet quand il est ministre délégué auprès du Premier ministre (cabinet Debré, 5 février 1960), puis un chargé de mission lorsqu'il est ministre de l'Intérieur (cabinet Debré, 9 mai 1961). C'est dans ces fonctions qu'il participe en novembre 1960 au montage d'une opération consistant à susciter une sécession de l'Algérie — dont il tente de convaincre le général Jouhaud de prendre la tête — conduisant à une République franco-algérienne, opération destinée, en fait, à jeter le trouble parmi les partisans de l'Algérie française [réf. nécessaire]. Au ministère de l'Intérieur, il mène une lutte implacable contre ses anciens amis, fidèles à l'Algérie française, qui ont créé l'Organisation armée secrète (l’OAS) et, à cette fin, n'hésite pas à faire appel systématiquement à des individus peu recommandables (les « barbouzes ») qui constitueront ultérieurement le noyau du Service d'action civique (SAC), dont Sanguinetti va être l'un des cofondateurs et,   par la suite, l'un des membres influents,.
Après l'indépendance de l'Algérie, il commence une carrière politique qui le mène à la députation aux élections de novembre 1962 où il est élu au second tour, avec l'étiquette UNR, contre un représentant du parti communiste dans une circonscription (Grandes-Carrières) du 18e arrondissement de Paris. À l'Assemblée nationale, il est membre de la commission de la Défense nationale dont il est vice-président et rapporteur du budget des armées.

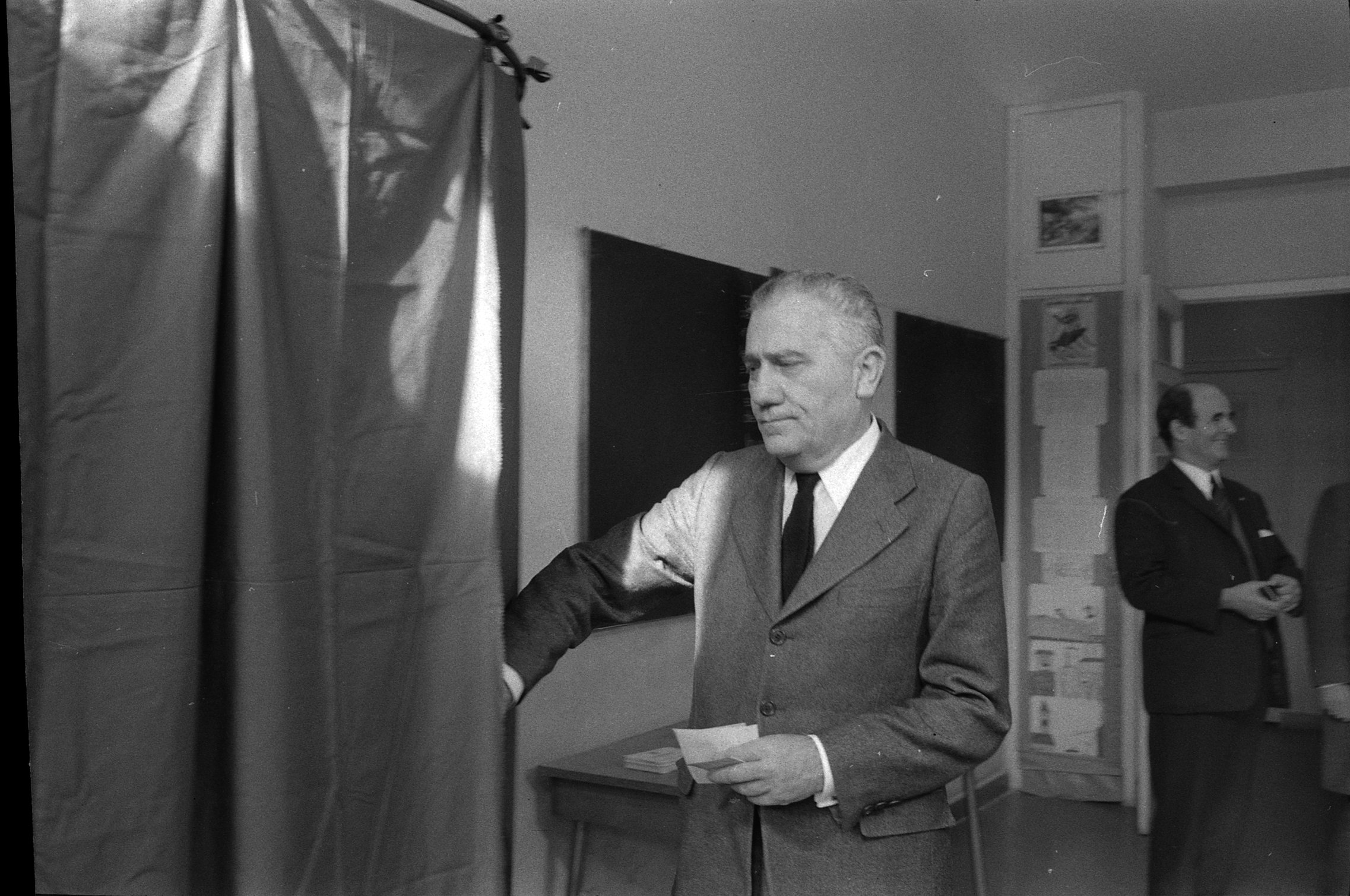
Alexandre Sanguinetti votant aux élections législatives 1973, où il est battu par Alain Savary.

Parallèlement, il assume des responsabilités au secrétariat général de l'UNR. Il est ministre des Anciens Combattants dans le troisième gouvernement de Pompidou, du 8 janvier 1966 au 6 avril 1967. Par la suite, ayant été battu aux élections de mars 1967 par le socialiste Claude Estier à Paris, il est nommé président de la société du tunnel sous le Mont-Blanc (la STMB). Il retrouve l'Assemblée nationale en juin 1968 comme député de la Haute-Garonne, élu d'une circonscription toulousaine. Il préside la commission de la Défense nationale de l’Assemblée nationale pendant toute la législature 1968-1973. Il est chef de cabinet d'Hubert Germain en 1973[réf. nécessaire], alors ministre des Postes et Télécommunications dans les gouvernements de Pierre Messmer. Battu aux élections législatives de mars 1973, il devient, dès juillet 1973, président de l'Office de recherche scientifique et technique d'outre-mer (l’ORSTOM, devenu ensuite l’IRD), poste qu'il occupe jusqu'en novembre 1975. Il participe à de nombreuses émissions de radio et de télévision où il défend avec éloquence les institutions de la Ve République et les idées gaullistes. Secrétaire général de l'UDR d'octobre 1973 à décembre 1974, il est poussé à la démission par Jacques Chirac, qui, aidé de Charles Pasqua, s'empare du poste. Il est candidat aux élections législatives de mars 1978 à Paris où il est battu par le socialiste Paul Quilès.
Sanguinetti quitte le RPR en décembre 1978 et se déclare en faveur d'une candidature de Michel Debré pour l'élection présidentielle de 1981[réf. nécessaire]. Quinze jours après la mort mystérieuse du ministre Robert Boulin le 30 octobre 1979, il déclare à Jean Charbonnel qu'il s'agit d'un « assassinat »,. En 2009, ce dernier déclare que Sanguinetti lui aurait alors cité « deux noms de personnalités politiques toujours vivantes » qui pouvaient, d’après lui, être « impliquées dans cette affaire » et le nom « d’une organisation » pour qui « Robert Boulin constituait une menace, une gêne, une inquiétude ». Selon sa fille, Laetitia Sanguinetti, qui fut l'attachée parlementaire de son père, Robert Boulin, « d’une intégrité totale », était devenu « une cible » car il disposait d’informations sur un « réseau de fausses factures » et « de financement occulte » des partis politiques, dont le RPR.
Âgé de 67 ans, Alexandre Sanguinetti meurt d'un infarctus le 9 octobre 1980 à Saint-Mandé, dans le Val-de-Marne. Il est inhumé au cimetière marin de Saint-Tropez. Peu de temps après, à plusieurs reprises, le domicile de Laetitia Sanguinetti est cambriolé. Celle-ci indique que des « barbouzes » sont également venus l'interroger pour savoir si elle détenait des « preuves écrites de l'assassinat » de Robert Boulin.

## Décorations
- Officier de la Légion d'honneur
- Médaille militaire
- Croix de guerre 1939–1945

## Publications
- La France et l'Arme atomique, Paris, Julliard, 1964.
- Une nouvelle résistance, Paris, Plon, 1976.
- L'armée, pour quoi faire ?, Paris, Seghers, 1977.
- Sujet ou citoyen ?, Paris, Robert Laffont, 1977.
- J'ai mal à ma peau de gaulliste, Paris, Grasset, 1978.
- Histoire du soldat, de la violence et des pouvoirs, Paris, Ramsay, 1979.
- Lettre ouverte à mes compatriotes corses, Paris, Albin Michel, 1980.
- Avec André Chandernagor, « Réformer la démocratie ? », Face-à-face, Paris, Balland, 1977.

## Dans la fiction
- Chacal (1971), roman de Frederick Forsyth.
- La Rupture (2013), téléfilm de Laurent Heynemann, joué par Bruno Raffaelli.